# 麥業成
麥業成（英語：Johnny Mak Ip Sing；1960年—），香港政治人物，前元朗區議會副主席及鳳翔選區區議員、前香港政黨民主陣線主席。自1991年當選為民選區議員，並在1994年區議會選舉、1999年區議會選舉、2003年區議會選舉、2007年區議會選舉、2011年區議會選舉、2015年區議會選舉及2019年區議會選舉七度連任，共八次勝出區議會選舉。2021年7月12日辭任元朗區議會副主席及議員職位，9月回台灣定居。現時已無政黨黨籍。

## 生平
麥業成曾就讀基督教香港信義會元朗信義中學，畢業於元朗中山紀念英文書院，後畢業於台灣淡江大學日本語文學系，為台灣各大學香港校友會總會榮譽會長。由於麥業成留台多年主修日語，精通兩岸關係、了解日本形勢。學成畢業回港，受1989年天安門事件感召投身民主運動。
1991年開始當選元朗區議員，致力爭取香港民主發展廿多年，多年來協力籌辦台灣觀選團，關心留台升學的香港僑生留學狀況。曾經是香港親台團體一二三民主聯盟成員，2003年起領導元朗天水圍民主陣線的召集人，是元朗區民主派第二大勢力，僅次於民主黨，跟民建聯、鄉事派鼎足而立。2004年加入前綫，2010年出任社會民主連線執行委員，2011年出任人民力量副主席。2012年中因不滿陳偉業仍然參選立法會，與黨內意見不合，退出人民力量，年底加入民主倒梁力量。
由於麥業成反共立場鮮明 加上與台灣政界關係深厚，被香港的親共媒體《大公報》報導為勾結台灣支持佔中、與戴耀廷合謀推動「風雲計劃」、「雷動計劃」等 及阻撓一國兩制於港台兩地實施。
2014年獲淡江大學頒發予傑出校友的第二十八屆金鷹獎。
2015年香港區議會選舉，麥業成再次成功連任，擊敗民建聯的余仲良及獨立的王偉。由於荃灣的曾文典與沙田的湯寶珍連任失敗，使麥業成成為全港唯一有台灣背景的區議員。
2019年7月21日晚上，反修例運動期間，元朗出現黑幫暴徒襲擊示威者，麥業成公開指控中聯辦策劃是次襲擊。
2019年香港區議會選舉，在動盪政局以及在元朗襲擊事件後續影響下，麥和他派出參選元朗中心的社區主任石景澄順利勝出。其後在民主派推舉下成為元朗區議會副主席，但麥業成表示只會當兩年副主席，其後任期將由王百羽出任。
2021年7月，因國安法與區議員宣誓制度，麥宣布辭任區議員及區議會副主席，結束30年議會生涯，隨後離港赴臺。

## 參看
- 元朗天水圍民主陣線
- 2008年香港立法會選舉
- 2007年香港區議會選舉
- 2006年香港選舉委員會界別分組選舉
- 1998年香港立法會選舉
- 荃灣選舉聯盟
- 民主倒梁力量

## 資料來源與註釋
1. ↑  . 華僑日報有限公司. 1994: 291.
2. ↑  〈【七一遊行】區議員麥業成：港人絕對不接受中共〉 （页面存档备份，存于），「大紀元時報」，2019年07月01日。
3. ↑  《大公報》稱台軍情局介入「佔中」 （页面存档备份，存于），《蘋果日報》即時新聞，2014年1月6日。
4. ↑  〈駐港間諜網全面啓動　台軍情局介入占中〉 （页面存档备份，存于），《大公報》網站，2014年1月6日。
5. ↑  「獨裁者」麥業成濫權「剪布」〉  （页面存档备份，存于），《大公報》，2018年11月17日。
6. ↑  〈中聯辦吹雞元朗惡漢即搞事 麥業成：認得有啲人係屏山鄉水房〉 （页面存档备份，存于），《蘋果日報》，2019年07月17。
7. ↑  〈【警黑疑勾結】元朗警被揭 7.21 中午已知情　向區議員稱「已安排人手、有部署」　前一天更稱「收到風」〉 （页面存档备份，存于），「立場新聞」，2019年7月24日。
8. ↑  . 香港獨立媒體網. 2020-01-02  [2020-01-18]. （原始内容存档于2020-11-02）.

1. ↑  1994年以前前往台灣留學的香港學生可以自動取得中華民國國民身分

## 外部連結
- 元朗區議會 - 元朗區議會議員資料 麥業成先生 （页面存档备份，存于）
- 麥業成2007年區議會選舉政綱
- 太陽報: 親台組織「元朗天水圍民主陣線」，以麥業成爭新界西議席（页面存档备份，存于）

| 議會席位      | 議會席位                                             | 議會席位      |
| ------------- | ---------------------------------------------------- | ------------- |
| 首任          | 元朗區議會 鳳翔選區區議員 1991年4月1日—2021年7月12日 | 空缺          |
| 前任： 王威信 | 元朗區議會副主席 2020年1月7日—2021年7月12日          | 繼任： 鄧賀年 |
| 政黨職務      |                                                      |               |
| 首任          | 人民力量副主席 2011年7月10日—2012年6月28日           | 繼任： 懸空   |
| 首任          | 民主陣線主席 2011年—2021年7月12日                    | 組織解散      |